# Николај Адонц
Николај Адонц (Сисијан, 10. јануар 1871 — Брисел, 27. јануар 1942) био је јерменски историчар, специјализован за византологију и јерменологију и филолог. Адонц је био аутор Јерменије у Јустинијановом периоду, веома утицајног дела и значајне студије о друштвеним и политичким структурама раносредњовековне Јерменије .

## Биографија

### Рани живот
Адонц је рођен као Никогајос Тер-Аветикјан у селу Брнакот у Сисијану, које је тада било у саставу Зангезурског езда Елизаветпољског губерније (данашњи Сјуник). Његова породица води своје корене од јерменске војне личности из осамнаестог века и блиског савезника Давида Бека по имену Тер-Аветик. Похађао је парохијску школу у Татеву, а касније је студирао у Геворкијској богословији у Ечмиадзину и Руској гимназији у Тифлису (данашњи Тбилиси) од 1892–1894.
Адонц је примљен на Универзитет у Санкт Петербургу и студирао је на катедрама за оријенталне језике и историју и филологију под општим руководством познатог историчара и лингвисте Николаса Мара. Научио је латински и грчки и дипломирао са одличним успехом 1899. године. Након тога, Адонц је пратио Мара у Европу (Минхен, Париз, Лондон и Беч) и њих двојица су радили заједно у области византијских студија до 1901. Године 1903. Адонц се вратио на Кавказ, учећи грузијски и касније радећи у складишту рукописа у Ечмијадзину.

### Дипломске студије
Адонц је написао и одбранио своју тезу на тему „Јерменија у Јустинијановом периоду“ 1908. године. Адонц је постављен за приватног доцента на Универзитету у Санкт Петербургу 1909. године. Докторирао и звање професора добио је након одбране дисертације под насловом „Дионизије Тракијски и његови јерменски коментари“ 1916. године. Исте године, са археологом Ашкхарбеком Калантаром, учествује у другој Ван археолошкој експедицији коју је организовала Руска царска академија наука. Годину дана касније именован је за почасног повереника и професора на Институту за оријенталне језике Лазарев у Москви.

### Каснији живот
Године 1920. Адонц је напустио Русију и преселио се у Лондон, а затим у Париз. Адонц је 1930. године позван да држи предавања на Универзитету у Бриселу и постављен је на место шефа новоствореног Одељења за јерменологију. Током Другог светског рата, након окупације Белгије од стране нациста и након што су Адонц и други професори одбили да раде на другом институту, Универзитет у Бриселу је угашен. Оставши без плате, Адонц је желео свој рад малој јерменској заједници у Белгији, умро убрзо након тога у Бриселу 27. јануара 1942. 

## Академски рад
Адонц је оставио више од 80 монографија о историји и књижевности средњовековне Јерменије, јерменско-византијским односима, јерменско-грчкој филологији, митологији, религији, лингвистици на јерменском, руском и француском језику.Свој први научни чланак објавио је у часопису Хандес Амсориа 1901. Нека од његових других запажених дела укључују Сељаштво древне Јерменије, Уметност Дионизија Граматичара и његова јерменска тумачења и Политичке партије у старој Јерменији . Његова Јерменија у Јустинијановом периоду (на руском, Арменииа в епоху Иустиниана: Политицхеское состоиание на основе Накхарарского строиа ), заснована на његовој дисертацији, међутим, сматра се најзапаженијим и једним од „најважнијих достигнућа у јерменистици 20. века“. Године 1970. на енглеском га је објавила византијска историчарка Нина Г. Гарсојан. У другом значајном делу, Маштоц и његови ученици, према страним изворима, Адонц је поставио датум стварања јерменског писма од стране његовог оснивача Месропа Маштоца на године 382 – 392 нове ере, отприлике 20 година пре традиционалног датума (405). 
У великом одступању од својих студија о древној и средњовековној јерменској историји, Адонц се заинтересовао за историју јерменског питања непосредно након завршетка Првог светског рата и објавио низ радова.  Ово укључује две књижице објављене на енглеском 1918. године, Историјска основа јерменског питања и пад Турске и Распарчавање Турске ; два дела објављена на руском језику исте године, Турска нота и Западна Јерменија и Јерменско питање и немачки планови ; и Јерменско питање у Севру, које је објављено на енглеском 1920.  Оптужио је Западну Европу да је искористила положај Јермена у Османском царству како би повећао сопствени утицај у региону. Адонц је такође осудио Совјетску Русију због потписивања Брест Литовског споразума из 1918. године, којим су региони где су некада били Јермени насељени у границама Отоманског царства. 

## Одабрана дела
- (на француском) Samuel l'Armenien, Roi des Bulgares. Bruxelles, Palais des academies, 1938, 63 p. Published also in: Etudes Armeno-Byzantines. Calouste Gulbenkian Foundation. Distributor: Livraria Bertrand. Lisbonne, 1965.
- Histoire d'Arménie, les origines du X-e siècle au vie (av. J.C.). Préf. de René Grousset. Paris, 1946.
- Armenia in the Period of Justinian: the Political Conditions Based on the Naxarar System. Translated with partial revisions, a bibliographical note, and appendices by Nina G. Garsoïan. Lisbon, 1970.
- (на француском) Denys de Thrace et les commentateurs arméniens. Lisbon, 1970.
- (на јерменском) Antsano't' e'jer Masht'ots'i ew nra ashakertneri keank'its' e"st o'tar aghbiwrneri [Unknown Pages from the Life of Mashtots and His Students according to Foreign Sources]. 1925.
- Towards the Solution to the Armenian Question. London, 1920.